# 大羅特施泰因山
46°57′11″N 12°08′52″E / 46.953138°N 12.147886°E
大羅特施泰因山（德語：Große Rotstein）是中歐的山峰，位於奧地利和意大利接壤的邊境，屬於里塞費納山脈的一部分，海拔高度3,147米，每年平均降雨量1,874毫米。